# Turney
Turney – wieś w Stanach Zjednoczonych, w stanie Missouri, w hrabstwie Clinton.